# Protium macrosepalum
Protium macrosepalum är en tvåhjärtbladig växtart som beskrevs av Swart. Protium macrosepalum ingår i släktet Protium och familjen Burseraceae. Inga underarter finns listade i Catalogue of Life.